# Apple Watch Ultra
Apple Watch Ultra là thế hệ thứ tám của Apple Watch - đồng hồ đeo tay thông minh do công ty Apple Inc. thiết kế và phát triển. Phiên bản này được công bố ngày 7 tháng 9 năm 2022, cùng với Apple Watch Series 8. Apple Watch Ultra đem đến cho dòng Apple Watch một phong cách thiết kế mới và hàng loạt sự cải tiến.